# The Wicked Darling
The Wicked Darling is een Amerikaanse misdaadfilm uit 1919 onder regie van Tod Browning. Destijds werd de film in Nederland uitgebracht onder de titel De nachtvlinder.

## Verhaal
Een meisje uit de sloppenwijken steelt om te overleven. Op een dag steelt ze het halssnoer van een rijke vrouw. Ze moet zich schuilhouden in de woning van een man, die de voormalige verloofde van haar slachtoffer blijkt te zijn.

## Rolverdeling
| Acteur                | Personage     |
| --------------------- | ------------- |
| Priscilla Dean        | Mary Stevens  |
| Wellington A. Playter | Kent Mortimer |
| Lon Chaney            | Stoop Connors |
| Spottiswoode Aitken   | Fadem         |
| Gertrude Astor        | Adele Hoyt    |
| Kalla Pasha           | Barman        |